# Syrphoctonus collinus
Syrphoctonus collinus là một loài tò vò trong họ Ichneumonidae.